# Arco delle Due Porte
L'Arco delle Due Porte di Siena si trova in via di Stalloreggi ed era parte delle mura della città costituendone una delle porte di ingresso.

## Storia
La doppia porta (oggi uno dei due fornici è tamponato) faceva parte della cerchia muraria dell'XI secolo ed era così importante da richiedere due aperture. Una fu chiusa alla fine della prima metà del XIII secolo, dopo un'incursione dei fiorentini che giunsero fin sotto le mura della città. Nell'arco della porta rimasto aperto, sono ancora visibili i cardini su cui girava il portone e la fessura in cui scorreva una saracinesca che calava dall'alto.
Sul lato interno della porta, in alto a destra, si trova un tabernacolo con l'affresco della Madonna col Bambino tra due santi di Bartolomeo di David, mentre su fronte esterno quello con la Madonna col Bambino attribuito a Memmo di Filippuccio.